# Saikhan, Selenge
Saikhan (tiếng Mông Cổ: Сайхан, đẹp đẽ) là một sum của tỉnh Selenge ở phía bắc Mông Cổ. Trung tâm của sum là Khötöl. Khu định cư kiểu đô thị Nomgon nằm cách Khötöl 14 km về phía đông bắc.

## Lịch sử
Sum Saikhan được thành lập vào năm 1977 nhằm hỗ trợ mỏ vôi và nhà máy xi măng ở Khötöl.

## Địa lý
Sum có diện tích khoảng 1311,87 km2. Trung tâm sum nằm cách tỉnh lỵ Sükhbaatar 160 km và thủ đô Ulaanbaatar 210 km.

### Khí hậu
Nhiệt độ trung bình hàng năm trong khu vực là 3 °C. Tháng ấm nhất là tháng 7, khi nhiệt độ trung bình là 25 °C và lạnh nhất là tháng Giêng, với −22 °C. Lượng mưa trung bình hàng năm là 449 mm. Tháng ẩm ướt nhất là tháng 6, với lượng mưa trung bình là 107 mm, và khô nhất là tháng 2 với 2 mm.

## Kinh tế
Sum có một khu dịch vụ, nhà nghỉ, trường học và bệnh viện.

## Giao thông
Saikhan là một điểm dừng trên tuyến nhánh của Đường sắt Xuyên Mông Cổ nối với mỏ đồng ở Erdenet.